# Phytocoris tenerum
Phytocoris tenerum är en insektsart som beskrevs av Stonedahl 1988. Phytocoris tenerum ingår i släktet Phytocoris och familjen ängsskinnbaggar. Inga underarter finns listade i Catalogue of Life.